# Battle of the Sexes
Battle of the Sexes is een Brits-Amerikaanse komische sportfilm uit 2017 die geregisseerd werd door Jonathan Dayton en Valerie Faris. De hoofdrollen worden vertolkt door Emma Stone en Steve Carell.

## Verhaal
De film is gebaseerd op de tenniswedstrijd die in 1973 gespeeld werd tussen Billie Jean King en Bobby Riggs. Het veelbesproken duel tussen de toen 30-jarige tennisster King en de 55-jarige oud-tennisser Riggs werd in de media omgedoopt tot de "Battle of the Sexes" en in primetime uitgezonden door ABC. 

## Rolverdeling
| Acteur             | Personage              |
| ------------------ | ---------------------- |
| Emma Stone         | Billie Jean King       |
| Steve Carell       | Bobby Riggs            |
| Elisabeth Shue     | Priscilla Wheelan      |
| Andrea Riseborough | Marilyn Barnett        |
| Sarah Silverman    | Gladys Heldman         |
| Jessica McNamee    | Margaret Court         |
| Alan Cumming       | Cuthbert 'Ted' Tinling |
| Natalie Morales    | Rosie Casals           |
| Fred Armisen       | Rheo Blair             |

## Productie
Het filmproject werd samen met de twee hoofdrolspelers, Emma Stone en Steve Carell, in april 2015 aangekondigd. Doordat Stone gelijktijdig aan een ander project verbonden was, zag het er even naar uit dat ze in september 2015 zou vervangen moeten worden. Brie Larson werd in die periode aan het project gelinkt. Twee maanden later raakte bekend dat Stone toch tijd kon vrijmaken voor de opnames van Battle of the Sexes, waardoor er geen nieuwe hoofdrolspeelster hoefde gecast te worden.
Begin maart 2016 werd Andrea Riseborough aan de cast toegevoegd. Later die maand volgde de casting van Elisabeth Shue, Austin Stowell en Sarah Silverman. In april werden onder meer Eric Christian Olsen, Alan Cumming en Jessica McNamee aan het project toegevoegd.
De opnames gingen op 13 april 2016 van start in Los Angeles.
Battle of the Sexes ging op 2 september 2017 in première op het Filmfestival van Telluride.